# Karl Ernst Kyander
Karl Ernst Kyander, född 23 januari 1800 på Quistilä gård i Rantasalmi, stupad 15 juli 1844 i Gilli, Grusien, var en finsk officer i kejserlig rysk tjänst.

## Biografi
Karl Ernst Kyander var son till fänriken Karl Magnus Kyander och Margareta Elisabet Harlin. Han gjorde en framgångsrik karriär i den kejserliga ryska armén och uppnådde relativt snabbt överstes grad. I en orolig tid deltog Kyander i strider runt om det stora imperiet, bland annat i Turkiet, Polen och Kaukasien, där han stupade. Han erhöll det sällsynta förtjänsttecknet Sankt Georgsorden av 4. klass 1844, i praktiken den högsta militära utmärkelse som kunde utdelas till en finsk officer i rysk tjänst. Han förblev ogift.

## Militär karriär

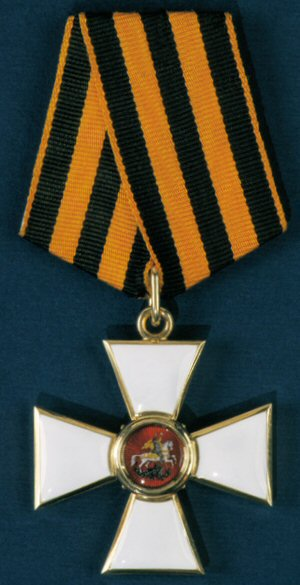
Rysk Sankt Georgsorden 4.kl

Karl Ernst Kyander påbörjade redan som femtonåring den 20 augusti 1815 officersutbildning vid den av Göran Magnus Sprengtporten grundade Haapaniemi krigsskola, nära föräldrahemmet. Efter examen 29 maj 1819 förflyttades han till Savolax infanteriregemente, där han fortsatte tjänstgöra merparten av det följande årtiondet och uppnådde kaptens grad. Med detta regemente deltog han i  strider i Turkiet. 15 september 1829 förflyttades han till Koporje utanför Sankt Petersburg och därifrån vidare till ett regemente i Podolien i nuvarande Ukraina 17 september 1831. Han deltog i det polsk-ryska kriget 1831 och sårades svårt i ena låret vid Slaget vid Ostrołęka.
Därefter följde en majorsutnämning vid 50:e Jägarregementet 4 juli 1833. Nyårsafton samma år förflyttades han åter till Podolien, där han blev överstelöjtnant 1837. Den 1 november 1838 blev Karl Ernst Kyander förflyttad till ett jägarregemente i Kaukasien. Där deltog han i strider 1841–1844 och "vann överallt rykte för sitt modiga soldatskap". Han stupade framför sin jägarbataljon då han stormade mot fienden vid byn Gilli i Grusien den 15 juli 1844; hans bröst var genomborrat av tre skott.
Karl Ernst Kyander  belönades för sitt mod med en Sankt Georgssabel i guld 1833 och som en av relativt få finska officerare med en Sankt Georgsorden av 4. klassen 1844 och fick samtidigt även överstes grad. I det ryska rangsystemet innebar en Sankt Georgsorden oavsett klass även ett ärftligt adelskap.
Han var bror till guvernementssekreteraren Johan Gustaf Kyander (1803–1847), lantmätaren och godsägaren Samuel Henrik Kyander (1813–1896).

## Befordringar
- Fänrik 24 februari 1820
- Underlöjtnant 23 februari 1821
- Löjtnant 10 mars 1822
- Underkapten 20 juni 1825
- Kapten 12 juni 1827
- Major 4 juli 1833
- Överstelöjtnant 6 januari 1837
- Överste 18 januari 1844

## Utmärkelser
- Sankt Georgskors av 4. kl. 18 januari 1831
- Sankt Georgskors av 3. kl. 14 augusti 1831
- Sankt Georgssabel i guld 1833
- Sankt Georgsorden av 4. kl. 18 januari 1844